# Prefontaine Classic 2023
Il Prefontaine Classic 2023 è la 48ª edizione dell'annuale meeting di atletica leggera, quattordicesima tappa, nonché la tappa "finale", del circuito Diamond League 2023. Le competizioni si stanno svolgendo all'Hayward Field, presso l'Università dell'Oregon a Eugene, negli Stati Uniti d'America il 16 e 17 settembre 2023.

## Programma[1]

### Giorno 1
| # | Orario | Specialità             |
| - | ------ | ---------------------- |
| 1 | 10:55  | Salto in alto          |
| 2 | 11:06  | Salto triplo           |
| 3 | 12:04  | 400 metri ostacoli     |
| 4 | 12:16  | 400 metri piani        |
| 5 | 12:20  | Lancio del giavellotto |
| 6 | 13:07  | 100 metri piani        |
| 7 | 13:19  | 3000 metri siepi       |
| 8 | 13:50  | Miglio                 |

| # | Orario | Specialità             |
| - | ------ | ---------------------- |
| 1 | 10:50  | Lancio del giavellotto |
| 2 | 12:26  | Salto con l'asta       |
| 3 | 12:29  | 3000 metri siepi       |
| 4 | 12:49  | Salto triplo           |
| 5 | 12:51  | 1500 metri piani       |
| 6 | 13:11  | Getto del peso         |
| 7 | 13:40  | 100 metri piani        |

     Specialità valide per la Diamond League

### Giorno 2
| # | Orario | Specialità         |
| - | ------ | ------------------ |
| 1 | 11:30  | Lancio del disco   |
| 2 | 11:40  | Salto in lungo     |
| 3 | 12:04  | 800 metri piani    |
| 4 | 12:44  | Salto con l'asta   |
| 5 | 13:17  | 3000 metri piani   |
| 6 | 13:52  | 110 metri ostacoli |
| 7 | 14:09  | Getto del peso     |
| 8 | 14:34  | 200 metri piani    |

| # | Orario | Specialità         |
| - | ------ | ------------------ |
| 1 | 11:15  | Salto in alto      |
| 2 | 12:39  | 5000 metri piani   |
| 3 | 13:04  | 400 metri ostacoli |
| 4 | 13:08  | Lancio del disco   |
| 5 | 13:37  | 400 metri piani    |
| 6 | 13:42  | Salto in lungo     |
| 7 | 14:05  | 100 metri ostacoli |
| 8 | 14:19  | 800 metri piani    |
| 9 | 14:49  | 200 metri piani    |

     Specialità valide per la Diamond League

## Risultati
Di seguito i primi tre classificati di ogni specialità.

### Uomini
| Specialità             |                    | Prestazione | 2º classificato      | Prestazione | 3º classificato    | Prestazione |
| 100 m                  | Christian Coleman  | 9"83 =      | Noah Lyles           | 9"85        | Ferdinand Omanyala | 9"85        |
| 200 m                  | Andre De Grasse    | 19"76       | Kenneth Bednarek     | 19"95       | Erriyon Knighton   | 19"97       |
| 400 m                  | Kirani James       | 44"30       | Quincy Hall          | 44"44       | Vernon Norwood     | 44"61       |
| 800 m                  | Emmanuel Wanyonyi  | 1'42"80     | Marco Arop           | 1'42"85     | Djamel Sedjati     | 1'43"06     |
| Miglio                 | Jakob Ingebrigtsen | 3'43"73     | Yared Nuguse         | 3'43"97     | George Mills       | 3'47"65     |
| 3000 m                 | Jakob Ingebrigtsen | 7'23"63     | Yomif Kejelcha       | 7'23"64     | Grant Fisher       | 7'25"47     |
| 100 m hs               | Hansle Parchment   | 12"93       | Grant Holloway       | 13"06       | Daniel Roberts     | 13"07       |
| 400 m hs               | Rai Benjamin       | 46"39       | Karsten Warholm      | 46"53       | Kyron McMaster     | 47"31       |
| 3000 m siepi           | Simon Koech        | 8'06"26     | Samuel Firewu        | 8'10"74     | Geordie Beamish    | 8'14"01     |
| Salto in lungo         | Simon Ehammer      | 8,22 m      | Tajay Gayle          | 8,22 m      | Yuki Hashioka      | 8,15 m      |
| Salto triplo           | Andy Díaz          | 17,43 m     | Hugues Fabrice Zango | 17,25 m     | Donald Scott       | 16,84 m     |
| Salto in alto          | Woo Sang-hyeok     | 2,35 m =    | Norbert Kobielski    | 2,33 m      | JuVaughn Harrison  | 2,33 m      |
| Salto con l'asta       | Armand Duplantis   | 6,23 m      | Ernest Obiena        | 5,82 m      | Sam Kendricks      | 5,72 m      |
| Getto del peso         | Joe Kovacs         | 22,93 m     | Ryan Crouser         | 22,91 m     | Tom Walsh          | 22,69 m     |
| Lancio del disco       | Matthew Denny      | 68,43 m     | Kristjan Ceh         | 67,64 m     | Daniel Stahl       | 67,36 m     |
| Lancio del giavellotto | Jakub Vadlejch     | 84,24 m     | Neeraj Chopra        | 83,80 m     | Oliver Helander    | 83,71 m     |

     Prestazione che stabilisce il nuovo record del meeting.

### Donne
| Specialità             |                    | Prestazione | 2º classificato       | Prestazione | 3º classificato       | Prestazione |
| 100 m                  | Shericka Jackson   | 10"70       | Marie-Josée Ta Lou    | 10"75 =     | Elaine Thompson-Herah | 10"79       |
| 200 m                  | Shericka Jackson   | 21"57       | Marie-Josée Ta Lou    | 22"10       | Anthonique Strachan   | 22"16       |
| 400 m                  | Marileidy Paulino  | 49"58       | Natalia Kaczmarek     | 50"38       | Lieke Klaver          | 50"47       |
| 800 m                  | Athing Mu          | 1'54"97     | Keely Hodgkinson      | 1'55"19     | Natoya Goule          | 1'55"96     |
| 1500 m                 | Faith Kipyegon     | 3'50"72     | Diribe Welteji        | 3'53"93     | Laura Muir            | 3'55"16     |
| 5000 m                 | Gudaf Tsegay       | 14'00"21    | Beatrice Chebet       | 14'05"92    | Ejgayehu Taye         | 14'21"52    |
| 100 m hs               | Tobi Amusan        | 12"33       | Jasmine Camacho-Quinn | 12"38       | Kendra Harrison       | 12"44       |
| 400 m hs               | Femke Bol          | 51"98       | Shamier Little        | 53"45       | Rushell Clayton       | 53"56       |
| 3000 m siepi           | Winfred Yavi       | 8'50"66     | Beatrice Chepkoech    | 8'51"67     | Faith Cherotich       | 8'59"65     |
| Salto in lungo         | Ivana Vuleta       | 6,85 m      | Ese Brume             | 6,85 m      | Quanesha Burks        | 6,77 m      |
| Salto triplo           | Yulimar Rojas      | 15,35 m     | Shanieka Ricketts     | 15,03 m     | Kimberly Williams     | 14,61 m     |
| Salto in alto          | Jaroslava Mahučich | 2,03 m      | Nicola Olyslagers     | 2,03 m =    | Angelina Topić        | 1,95 m      |
| Salto con l'asta       | Katie Moon         | 4,86 m      | Tina Šutej            | 4,81 m      | Sandi Morris          | 4,71 m      |
| Getto del peso         | Chase Ealey        | 20,76 m     | Sarah Mitton          | 19,94 m     | Auriol Dongmo         | 19,92 m     |
| Lancio del disco       | Valarie Allman     | 68,66 m     | Laulauga Tausaga      | 68,36 m     | Sandra Perković       | 66,85 m     |
| Lancio del giavellotto | Haruka Kitaguchi   | 63,78 m     | Tori Peeters          | 61,30 m     | Mackenzie Little      | 61,24 m     |

     Prestazione che stabilisce il nuovo record del meeting.